# Championnat des Samoa de football 2010-2011
Navigation
Édition précédente Édition 2012-2013
La saison 2010-2011 du Championnat des Samoa de football est la 32e édition du championnat national, appelé la Samoa Premier League. La compétition regroupe les dix meilleures formations de l'archipel, qui s'affrontent à deux reprises, en matchs aller-retour.
C'est le Kiwi Football Club qui termine en tête du championnat avec cinq points d'avance sur le tenant du titre, Moaula United, et quinze sur Adidas Soccer Club. Il s'agit du quatrième titre de champion des Samoa de l'histoire du club, qui manque le doublé en s'inclinant face à Moaula en finale de la Coupe des Samoa.

## Participants
- Kiwi Football Club
- Vaivase-Tai Football Club
- Moaula United FC
- Central United FC
- Moataa Soccer Club
- Apia Youth FC
- Togafuafua Saints
- Goldstar Sogi FC
- Adidas Soccer Club
- Strickland Brothers Lepea

## Compétition

### Classement final
Le classement est établi sur un barème de points classique. Une victoire vaut ainsi 3 points, un match nul 1, et une défaite 0. 
| Rang | Équipe                    | Pts | J  | G  | N | P  | Bp  | Bc | Diff |
| ---- | ------------------------- | --- | -- | -- | - | -- | --- | -- | ---- |
| 1    | Kiwi Football Club        | 48  | 18 | 15 | 3 | 0  | 61  | 13 | +48  |
| 2    | Moaula United FCT C       | 43  | 18 | 14 | 1 | 3  | 102 | 40 | +62  |
| 3    | Adidas Soccer Club        | 33  | 18 | 10 | 3 | 5  | 59  | 40 | +19  |
| 4    | Moataa Soccer Club        | 26  | 18 | 8  | 2 | 8  | 46  | 43 | +3   |
| 5    | Central United FC         | 25  | 18 | 8  | 1 | 9  | 41  | 58 | -17  |
| 6    | Vaivase-Tai Football Club | 24  | 18 | 6  | 6 | 6  | 34  | 37 | -3   |
| 7    | Goldstar Sogi FC          | 22  | 18 | 6  | 4 | 8  | 39  | 38 | +1   |
| 8    | Apia Youth FC             | 22  | 18 | 7  | 1 | 10 | 43  | 55 | -12  |
| 9    | Strickland Brothers Lepea | 7   | 18 | 2  | 1 | 15 | 36  | 77 | -41  |
| 10   | Togafuafua Saints         | 7   | 18 | 1  | 4 | 13 | 29  | 89 | -60  |

|  | Champion des Samoa 2010-2011                            |
|  | C : Vainqueur de la Coupe des Samoa T : Tenant du titre |

## Bilan de la saison
| Championnat des Samoa de football 2010-2011 |                               |
| Champion                                    | Kiwi Football Club (4e titre) |
| Coupes et trophées                          |                               |
| Vainqueur de la Coupe des Samoa 2010-2011   | Moaula United                 |
| Qualifications continentales                |                               |
| Ligue des champions de l'OFC 2011-2012      | Aucun                         |
| Promotions et relégations                   |                               |
| Promus en Samoa Premier League              | Vaimoso FC                    |
| Promus en Samoa Premier League              | Lupe o le Soaga               |
| Relégués en First Division                  | Aucun                         |